# Jorge Retamoza
Jorge Retamoza (Buenos Aires, 25 de Agosto de 1960) es un músico, saxofonista, compositor y docente, vinculado al mundo de la música argentina, en especial al tango.

## Biografía
Nació en la ciudad de Buenos Aires, el 25 de agosto de 1960. Sus padres eran bailarines de tango, esa música que estaba presente en su casa, lo acompañó durante su infancia.
En su música hay elementos del tango, gestos del jazz y también procedimientos académicos. Alumno de Bernardo Baraj y de Alejandro González, su música se acerca al tango, con una fuerte influencia de Astor Piazzolla y Eduardo Rovira e incursiona en lo que se llama música ciudadana  o nuevo tango.
Referente musical, uno de los artistas que más trabajado en la introducción del saxo en el tango, un instrumento hasta entonces extraño al género.
Ha realizado y realiza giras por Europa, América Latina y Estados Unidos, con presentaciones en universidades, centros culturales, festivales y teatros.
Grabó nueve discos propios y ha sido invitado por otros artistas también vinculados al tango a participar de sus discos y conciertos como, por ejemplo. “Buenos Aires Tango Standards” (Zoho 2007) del compositor y bajista Pablo Aslan.“Oliverio Girondo: para que siga dando vueltas”, (PAI 3096) de Fernando Lerman, “Inmensidad” de Sandra Luna, “El Año de la Tanguedia” por el colectivo #100piazzollasaxos, “Una Viola Porteña” (Centaur 2751) de Donna Lively Clark, "La Factoría del Tango" (Constitution Music 012 / Bizarro Records) de Tabaré Leyton, entre otros.
Ha realizado giras y grabaciones con artistas argentinos como Sandro, Memphis la Blusera, CAE, e internacionales, como Celia Cruz, Isabel Pantoja y Los Tarantos, entre otros. Ha tocado con músicos académicos y populares de Argentina y de Sudamérica como Diego Urcola, Juan Cruz de Urquiza, Guillermo Romero, Jorge Navarro, Arturo Puertas, Jorge Araujo, Pablo Motta, Sebastián Giunta, Jota P, Miguel Villafruela, Luis Roggero, Gustavo Mulé, Sergio Polizzi, Alejandro Elijovich, Patricio Villarejo, Franco Luciani, Guillermo Fernández, Walter Ríos, Gustavo Bergalli, Claudio Ceccoli, Fernando Lerman, Mauro Ciavattini, Ariel Vigo, Abel Homer, Lilian Saba, Lucas Monzón, Mario Perusso, Gustavo Fontana, Sebastiano De Fillpi, Manfred Neuman, Lito Valle, Adalberto Cevasco, Mario Parmisano, Quique Sinesi, Daniel Pipi Piazzolla, Nicolás Ledesma.
Dentro del ámbito académico ha estrenado obras como “Concierto para saxo tenor, bandoneón y banda sinfónica”; “Tres escenas porteñas para dos clarinetes bajos y banda sinfónica”; “En blanco y negro, Buenos Aires para bandoneón y seis percusionistas”; “Concertango para saxo barítono y orquesta”.
También ha impartido clases magistrales en espacios educativos públicos y privados de Europa y América Latina.
Se desempeña como docente de saxo en la Cátedra de Música Argentina del Conservatorio Superior de Música Manuel de Falla de Buenos Aires y en 1998 obtuvo el cargo de saxo barítono, por concurso, en la Banda Sinfónica de la Ciudad de Buenos Aires.
En 1990 formó el quinteto Jorge Retamoza y Tango XXX, donde además de ser el saxofonista y realizar los arreglos, convoca a un grupo de músicos que han sido parte del proyecto en distintas épocas como Alejandro Szabo, Román Rosso en el bandoneón, Fernando Pugliese, Germán Martínez en el piano, Juan Elías, Ángel Bonura, Lisandro Fiks en contrabajo y Daniel Miguez en batería. La música fusionaba el tango con el jazz y con la música contemporánea, lo que fue catalogado como el “nuevo tango”  o también conocido como “la nueva corriente del tango”.
El quinteto grabó varios discos integrados por música propia y también por versiones de Rovira y Piazzola como “Tango XXX”, “Violentango”, “Policial Argentino” y “Balvanera”.
Retamoza participó de los Festivales: Mar del Jazz, Buenos Aires Jazz y Otras Músicas, Festival de Tango de Buenos Aires, Experiencia Piazzolla, de eventos en homenaje a los 25 años del fallecimiento de Astor Piazzolla y de los 100 años de su nacimiento.  También ha actuado en los festivales: Andorra Jazz Hivern Fest, Festival de Tango Independiente de Buenos Aires; Altafujazz, Cataluña; MiriJazz, España; Midvinterton Fest Olofström, Suecia; Festival Nuevo Baires Tango, Buenos Aires, Argentina; Festival de Tango La Pedrera, Uruguay; JAZZTIVAL Michoacán, México; Todos Tan Fest UDLA Quito, Ecuador. En 2020, fue representante de la Delegación Argentina de Música en el Mercado de la Música Viva de VIC Barcelona, en España.
Ha realizado composiciones de música para museos, galerías, televisión y radio. También ha realizado composición de música para cine de animación, en colaboración con el artista Pablo Delfini.
Es autor de dos libros. El primero intitulado “El tango desde el saxo”, editado por Melos Ediciones Musicales en el año 2014, donde interpreta música de Buenos Aires con el saxo y en 2020 edita su segundo libro “Más tango para el saxo”, en coautoría con Jerónimo Guirrieri, donde profundiza el trabajo del primer libro y agrega variaciones, ejercicios de improvisación y estudios orquestales.

## Distinciones
Ha recibido becas y ha sido distinguido con premios nacionales e internacionales tales como:
- Fondo Metropolitano de Cultura (2005)[5]
- Tribuna de la Música Argentina de la UNESCO (2008)[5]
- Premio Mejor Música en el Festival de Filmes Poéticos New York 2008[5]
- Beca Bicentenario a la Creación 2016, Fondo Nacional de las Artes[5]
- Instituto Nacional de Música Argentina (2015 y 2018)[5]

## Discografía
- Tango XXX (Jorge Retamoza & Tango XXX, 1994, sello Redondel/Ans Records): primer trabajo que publicó el sello Redondel[30] para Argentina y por Ans Records para Europa y Estados Unidos.[14] En este disco, Retamoza realiza las composiciones e interpreta el saxo alto, junto a Miguel Delbó en bajo y guitarra, Claudio Borrelli en batería, Alejandro Devries en piano y teclados.[30][31]
- Violentango (Jorge Retamoza & Tango XXX, 1997, ediciones PAI Argentina): con composiciones originales y temas clásicos como "El motivo", "Corralera" y tres obras de Piazzolla.[9][25][32] Registró tres grabaciones, dos en 1994 y una en 1997[19] y temas propios como "Hora de cierre", "Buscando el Marroco", "El nacimiento", "Amanecer en el centro".[9]
- Policial Argentino (Jorge Retamoza & Tango XXX, 1999, ediciones PAI Argentina):,[25][32][33] tangos tradicionales como "Los mareados" de Cobián y Cadícamo, "Sónico" de Rovira.[20][34]

En una entrevista en Revista El Biombo Retamoza aclara:
“Nosotros salimos de formas de tango no tradicionales, utilizamos la experiencia del jazz, pero mis temas no son excusas para la improvisación. Como me aconsejó una vez el maestro Salgan trato de evitar la hibridez que es un defecto en el que caen muchos de los grupos que hacen fusión. Lo nuestro no es fusión, es tango”.
- Balvanera (Jorge Retamoza & Tango XXX, 2002, ediciones PAI Argentina): se compone de nueve temas, cuatro composiciones de Retamoza y en el resto interpreta a Troilo, Castillo, Rovira, Arolas y Piazzolla.[28][35]
- Impresionismo Porteño (Jorge Retamoza & Tango XXX, 2006, ediciones PAI Argentina): compuesto por nueve temas, donde toca el saxo tenor, el barítono y el alto,[36][37] junto a Alejandro Kalionoski en piano, Federico Vázquez en bandoneón, Gerardo de Monaco en contrabajo y Daniel Miguez en batería.[36] En este trabajo discográfico interpreta temas propios[15] como “La pizarra”, “Encuentro”, “Estación Perú” e “Impresionismo Porteño”, que da nombre al disco. También interpreta clásicos como “El choclo” de Ángel Villoldo, “Quedémonos aquí” de Stampone y Expósito, “Malena” de Demare y Manzi y “Años de Soledad” de Piazzolla.[15][37] El disco fue presentado en distintos espacios culturales de la ciudad de Buenos Aires y contó con músicos invitados como Nicolás Ledesma en piano, Enrique Entenza en bandoneón, Miguel Bru en viola, Agustín Bru en chelo, Horacio Labia en oboe, Luis Martino en corno y con violinistas como Alejandro Elijovich, Fabián Bertero, Quique Condomi, Anette Rued, Irene Cadario.[36]

- Como aquellos (Jorge Retamoza & Tango XXX, 2008, ediciones PAI Argentina) Jorge Retamoza en saxo barítono[5][23][36][37] saxo tenor[3][6][16] y saxo alto,[24] Matías Rubino en bandoneón, Alejandro Kalinoski en piano, Lautaro Guida en contrabajo, Daniel Miguez en batería. Invitados en temas 2 y 5 Demir Luja en violín, Alejandro Elijovich en violín, Javier Portero en viola y Jorge Perez Tedesco en cello. En tema 4 Quique Sinesi en guitarra; tema 8 Pepe Motta en piano y tema 9 Daniel Gómez en guitarra.
- Vientos de Tango (Jorge Retamoza, 2010, ediciones PAI Argentina): Jorge Retamoza en saxo barítono[5][6][31] y saxo tenor,[3][16][23][24][36][37] Matías Rubino en bandoneón, Alejandro Kalinoski en piano , Lautaro Guida en contrabajo y Daniel Míguez: batería. Como invitados: Luís Roggero, Gustavo Mulé, Sergio Polizzi, Alejandro Elijovich, Natalia Chiambaretta, Catriel Galván y Rubén Polizzi en violines, Javier Portero y Claudio Melone en violas, Jorge Perez Tedesco en cello, Bernardo Baraj en saxo soprano, Gustavo Bergalli en trompeta, Daniel Gómez en guitarra, Franco Luciani en armónica, Ezequiel Finger en vibráfono y Tabaré Leyton en voz.
- Colores del Otoño (Jorge Retamoza, 2015, ediciones PAI Argentina): se conforma de nueve composiciones originales para cuarteto (bandoneón, piano, contrabajo y saxo) y en algunos temas se incorpora la guitarra, el violín, la marimba, y el vibráfono. En este disco, Retamoza incorpora elementos de la música académica.[38] Es el séptimo disco y fue realizado junto a los músicos Nicolas Enrich y Matis Rubino en bandoneón, Gastan Harisquiry y Alejandro Kalinoski en piano, Roberto Seitz en contrabajo y contó con artistas invitados como Javier Weintraub en violín, Julián Graciano en guitarra, Ezequiel Finger en vibráfono y Marcos Cabezaz en marimba.[39]
- Seis Estudios Tanguísticos  (Jorge Retamoza, 2018, ediciones Club del Disco Arg/SR Alemania): fue grabado en Alemania y Argentina entre enero y septiembre de 2017[12][14] y el título del álbum hace referencia a una pieza musical de Astor Piazzolla que fuera originalmente escrita para flauta.[14] Retamoza traspasa la obra para ser interpretada por saxofón y adapta el acompañamiento para orquesta de cuerdas.[8][11][40][41] Se trata de la primera vez que la obra es registrada de manera integral por un saxofonista argentino y la primera versión en el mundo realizada en formato de cámara.[8][12] Retamoza trabajó junto al Maestro Manfred Neuman, director de la Virtuosi Chamber Orchestra, formación de cámara de la Deutsche Radio Philarmonie Saarbrücken Kaiserlautern. La grabación y filmación se realizó en la sala principal de conciertos de la Philarmonie y contó con la coproducción de la radio pública de Saarbrücken.[13][14] La segunda parte de "Seis Estudios Tanguísticos" fue grabada en Argentina en formato de cuarteto, interpretada por Retamoza en saxo alto y barítono, Gastón Harisquiry en piano, Matías Rubino en bandoneón y Roberto Seits en contrabajo, junto a la Orquesta de Cámara del Congreso de la Nación de Argentina, bajo la dirección de Sebastiano de Filippi.[14] Se trata de la primera obra registrada por un saxofonista argentino y la primera versión en el mundo realizada en formato de cámara.[8][12] En el disco se incluyen temas propios de Retamoza, como "Un amigo en Berlín", "Plaza Miserere", "Síntesis", "Bailate esta", y otras piezas como "Al invitado" de Eduardo Rovira, "Veinte años después" de Piazzolla y "Aire de Buenos Aires" de Gerry Muligan.[8][12][40][41]

## Libros
- EL tango desde el Saxo (Jorge Retamoza, 2014, Ediciones Melos)
- Más tango para el saxo (Jorge Retamoza y Jerónimo Guirrieri, 2020, Edición Independiente)[42]